# Зубжиця-Мала
Зубжиця-Мала (пол. Zubrzyca Mała) — село в Польщі, у гміні Шудзялово Сокульського повіту Підляського воєводства.
Населення — 54 особи (2021).
У 1975-1998 роках село належало до Білостоцького воєводства.

## Демографія
Демографічна структура станом на 2021 рік:
|          | Загалом | Допрацездатний вік | Працездатний вік | Постпрацездатний вік |
| -------- | ------- | ------------------ | ---------------- | -------------------- |
| Чоловіки | 30      | 6                  | 16               | 8                    |
| Жінки    | 24      | 4                  | 10               | 10                   |
| Разом    | 54      | 10                 | 26               | 18                   |